# Carroll megye (Missouri)
Carroll megye az Amerikai Egyesült Államokban, azon belül Missouri államban található. Megyeszékhelye és legnagyobb városa Carrollton. Lakosainak száma 8495 fő (2020. április 1.). Carroll megye Livingston, Lafayette, Saline, Chariton, Ray és Caldwell megyékkel határos.

## Népesség
A megye népességének változása:
| Lakosok száma | 9273 | 9255 | 9111 | 9127 | 8992 | 8495 |
|               | 2010 | 2011 | 2012 | 2013 | 2015 | 2020 |